# عقرب البحر الكناري
عقرب البحر الكناري (الاسم العلمي: Scorpaena canariensis) هي نوع من الأسماك يتبع جنس عقرب البحر من الفصيلة عقارب البحر.